# Kayla Hepler
Kayla Hepler (* 22. März 2002) ist eine Schwimmerin von den Marshallinseln.

## Biografie
Kayla Hepler nahm an den Olympischen Jugend-Sommerspielen 2018 teil. 2021 trat sie bei den Kurzbahnweltmeisterschaften an. Ein Jahr später folgte die Teilnahme an de Schwimmweltmeisterschaften in Budapest. 2023 startete Hepler bei den Pazifikspielen und der WM in Fukuoka.
Durch einen Universalstartplatz durfte Hepler bei den Olympischen Sommerspielen 2024 in Paris über 50 m Freistil teilnehmen. Sie schied jedoch als 62. im Vorlauf aus.